# Leon Liebgold
Leon Liebgold (* 31. Juli 1910 in Krakau, Österreich-Ungarn; † 3. September 1993 in New Hope, Pennsylvania) war ein polnischer Schauspieler jüdischer Herkunft. 

## Leben
Leon Liebgold wurde als Sohn des Schauspielerpaares Solomon Liebgold und Basia Liebgold geboren. Er begann seine Karriere im jiddischen Theater in Polen, wo er auch seine Frau Lili Liliana kennenlernte. 
Nach den Dreharbeiten zu dem Film Der Dybbuk ging er zusammen mit seiner Frau mit der Kabarettgruppe „Di yidishe bande“ 1937 auf eine Welttournee. Die beiden blieben nach Ausbruch des Zweiten Weltkrieges in den Vereinigten Staaten von Amerika. Während seine Frau in Theatern in Detroit und Chicago spielte, diente Leon Liebgold bei der US-Armee in der 12th Armored Division in Europa als Sergeant. Bei Kriegsende 1945 gelang es Leon Liebgold, seinen in Polen verbliebenen Bruder Jan Liebgold ("Yonek") zu finden und ihm die Einreise in die USA zu ermöglichen. Seine Eltern wurden Opfer des Holocaust.
Nach dem Krieg spielte er für viele Jahre in verschiedenen jiddischen Theatern in den USA, darunter auch im Folksbiene-Theater. In den späten 1970er-Jahren war er Präsident der Hebrew Actors' Union in Manhattan. 
Leon Liebgold ist neben seiner Frau auf dem Mount Hebron Cemetery in Flushing, Queens beerdigt.

## Filmografie
- 1936: Yidl mitn Fidl
- 1937: Der Dybbuk
- 1939: Kol Nidre
- 1939: Tevya
- 1941: Mazel Tov Yidden
- 1950: Got, Mentsh un Tayvl